# カプリ (たばこ)
カプリは、たばこの銘柄の1つ。日本ではブリティッシュ・アメリカン・タバコ・ジャパン（BATJ）が製造、販売している。

## 概要
- スリムサイズの銘柄である。アメリカでは1987年に発売されている。
- スーパースリムシリーズは、その名の通り直径5mm程度の非常に細い製品である。旧パッケージはヴォーグやケント・ナノテックと比べて箱がやや厚めであるが、これは箱の後部に蛇腹に折られた紙が貼り付けられていたためである。2011年8月上旬に新パッケージに変更された際に、アメリカから韓国に製造移管され、ヴォーグやナノテックと同様の厚さに変更されている。
- スリム・メンソールとフィオーレ・メンソール・ワンは、直径7mm程度の一般的なスリムサイズである。箱はラウンドボックスのピアニッシモやバージニア・エスとは異なり、通常の四角いボックスである。2011年8月上旬にアメリカからマレーシアに製造移管され、長さが100mmから94mmに変更（スリムのみパッケージデザインも変更）されている。

## 製品一覧（日本国内販売製品）
現在は全銘柄廃盤となっている。